# کلتاخنالی
کلتاخنالی (به لاتین: Keltakhnaly) یک منطقه مسکونی در جمهوری آذربایجان است که در شهرستان شمکور واقع شده است.